# Corgoloin
Corgoloin – miejscowość i gmina we Francji, w regionie Burgundia-Franche-Comté, w departamencie Côte-d’Or.
Według danych na rok 1990 gminę zamieszkiwały 893 osoby, a gęstość zaludnienia wynosiła 71 osób/km² (wśród 2044 gmin Burgundii Corgoloin plasuje się na 260. miejscu pod względem liczby ludności, natomiast pod względem powierzchni na miejscu 765.).